# Kobaš
Kobaš (korábban Bosanski Kobaš, szerbül: Кобаш), település Bosznia-Hercegovinában, Srbac községben, Bosanska krajina területén, a Szerb Köztársaságban. 

## Fekvése
Bosznia-Hercegovina északi részén, Banja Lukától légvonalban 54, közúton 70 km-re északkeletre, községközpontjától légvonalban 16, közúton 21 km-re keletre, a horvátországi Slavonski Kobašsal átellenben, a Srbac-Derventa főút mentén, a Száva déli partján és a Motajica-hegység északi részén, 96-520 méteres tengerszint feletti magasságban található. Maga a falu belterülete a Kobaš-domb alatt (kb. 290 m), valamint a Száva jobb oldali mellékfolyói, a Lipaja és az Osovica között található. Mintegy 2 km-re nyugatra fekszik az Orljava és a Száva összefolyásától, míg a kis Lupavica-patak a kobaši mecset alatt ömlik a Szávába.

## Népessége
| Nemzetiségi csoport | Népesség 1991 | Népesség 2013 |
| ------------------- | ------------- | ------------- |
| Szerb               | 100           | 157           |
| Bosnyák             | 798           | 345           |
| Horvát              | 16            | 11            |
| Jugoszláv           | 76            | 0             |
| Egyéb               | 24            | 22            |
| Összesen            | 1014          | 536           |

## Története
A korabeli források szerint ez a vidék a 10. és 11. században Horvátország részét képezte, majd a 12. század elején vele együtt a Magyar Királyság része lett. A török hódításokig Orbász megyét a Magyar Királyság részét képező a Szlavón Bánság részeként emlegették. 1463/1464-ben ez a terület az újonnan létrehozott Jajcai Bánság része lett, amelyet I. Mátyás magyar király alapított. Ez a helyzet egészen addig tartott, amíg a bánság északi részei oszmán uralom alá nem kerültek. A túlparti Slavonski Kobašt már a tatárjárás idejében is említik. Ezt bizonyítja a kobaši ún. „tatár út” (tatarski put), amely az egykori Jugoszlávia konszolidációja óta szinte teljes hosszában elpusztult. A település nevét valószínűleg révészeiről kapta, akiket a középkorban kobinak neveztek. Itt ugyanis egykor fontos átkelőhely volt a Száván Jajca irányába. Az itteni révátkelő élénk kereskedelmi és utasforgalmat bonyolított le a folyó túloldalával. 
A térség 1535/36-ban került oszmán uralom alá, amikor Huszrev bég elfoglalta Kobaš és Levač várait, és átkelt Szlavóniába seregével. Ekkor ez a terület a Kobaši kádiluk, a Banja Luka-i vijalet és a Boszniai Szandzsák része lett. Később a kadiluk székhelyét Kobašból Banja Lukába helyezték át, Kobaš pedig az alsóbb közigazgatási egységek (kapitányság, megye, járás) székhelye volt. Az osztrák-török háború (1716-18) a pozsareváci békeszerződéssel ért véget, amelyet 1718. június 21-én írtak alá Pozsarevácon. Ausztria megkapta Bijeljinát és a Szávától délre egy keskeny sávot (Brčko, Bosanski Brod, Kobaš, Dubica és Furjan). Abban az időben számos menekült és száműzött érkezett Szlavóniából, Macsóból (Szabács és Loznica) és a Birodalom más elveszett területeiről a kobaškai kapitányságba és Bosznia északi részébe. 1723-ban az osztrák betörések miatt a kapitányság székhelyét Kotorba (a mai Kotor-Varoš) helyezték át. A Száva folyó mentén található falvak (Kaoci, Vlaknica, Brusnik és Bosanski Kobaš) mindig a hegyekből származó áruk, a fa, az érc, a bőr és a vad mindenfajta exportjának fellegvárai voltak. A 18. századra Bosanski Kobaš régi dicsősége már feledésbe merült, és a Kobaši náhije már csak egy volt a sok közül a Banja Luka-i kádilukban.
A térség 1878-ig tartozott az Oszmán Birodalomhoz, ekkor a berlini kongresszus határozata alapján az Osztrák-Magyar Monarchia része lett. 1879-ben az első osztrák-magyar népszámlálás során a Derventi járáshoz tartozó településnek 162 háztartása, 640 muszlim, 108 ortodox, 7 római katolikus és egy egyéb vallású lakosa volt. 1910-ben a Prnjavori járáshoz tartozó településen 173 háztartást, 632 muszlim, 115 ortodox, 110 római katolikus és 2 görög katolikus lakost találtak. A monarchia szétesésével 1918-ban előbb a Szerb-Horvát-Szlovén Királyság, majd 1929-től a Jugoszláv Királyság része. 1921-ben Vlaknica-Brusnik községnek 179 háztartása és 783 lakosa volt. Az 1929-es törvény értelmében, amikor Bosznia-Hercegovinát négy banovinára, Drinskára, Vrbaskára, Zetskára és Primorskára osztották, a település a Vrbaska banovina része lett, amelynek székhelye Banja Luka volt Jugoszlávia megszállása után a Független Horvát Állam (NDH) része lett. A második világháború után a település a szocialista Jugoszláviához tartozott. A daytoni békeszerződést követő területfelosztásnál a település Srbac község részeként a Szerb Köztársaság területéhez került.

## Kultúra
1854-ben Emil Čakra író „Kobaškinja” címmel verset közölt a „Svetozor” című szerb újságban. Ez eredetileg egy régi népdal volt, amely egy fiatal lány, Mara Margetić tragikus halálát beszéli el, aki 1611-ben Pozsega egyik falujából jött ide, hogy megbosszulja szeretőjét és megölje Husszein Szulemanics pasát. A pasa a Našice melletti csatában fogta el, majd kivégeztette Mara szeretőjét. Marát végül egy török őr állította meg és megölte, de addigra Mara már három törököt megölt.

## Nevezetességei
- Kobaš középkori várának maradványai, melynek területén a korabeli források szerint 12-13. századi bencés kolostor állt. A vár a 15. században a Beriszló család tulajdona volt.[9]

- A kobaši Hudar Efendi mecset a hagyomány szerint több mint 400 éves volt, 1992-ben lerombolták. A Hudar-efendi mecset háremét 2004-ben nyilvánították védett történelmi műemlékké.[3]